# گانساو ژاندووه
گانساو ژاندووه (به لهستانی:  Gąsawy Rządowe) یک روستا در لهستان است که در گمینا یاستژانب واقع شده‌است.
 گانساو ژاندووه  ۱٬۵۰۰ نفر جمعیت دارد و ۲۴۰ متر بالاتر از سطح دریا واقع شده‌است.